# Machorka-Muff
Machorka-Muff ist ein deutscher Spielfilm (Kurzfilm) des französischen Filmemachers Jean-Marie Straub aus dem Jahr 1962 in Schwarzweiß. Von ihm stammt auch das Drehbuch. Als Vorlage diente ihm die satirische Erzählung „Hauptstädtisches Journal“ von Heinrich Böll. Seine Premiere hatte der Film im Februar 1963 bei den Internationalen Kurzfilmtagen Oberhausen.

## Inhalt
Oberst Erich von Machorka-Muff findet in der wieder aufgestellten Armee Wirkungskreis und Existenzgrundlage. In der Wohnung seiner Freundin händigt ihm der Minister die Ernennungsurkunde zum General aus. Die erste Amtshandlung des Generals ist die Grundsteinlegung zur „Akademie für militärische Erinnerungen“. Sie soll eine Pflanzstätte werden für den Geist des Soldatentums, die Erinnerung an blutvolle Kriegserlebnisse soll die Entfaltung heroischer Tugenden und wahren Mannestums fördern. Im anschließenden Feiergottesdienst beschließt der (sieben Mal verwundete) General, bei seiner Freundin Inniga von Zaster-Pehnunz zum Ehemann Nummer acht zu avancieren. Der Priester sichert die kirchliche Trauung zu. Eine neue Zukunft tut sich auf für Volk und Staat, denn Inniga verheißt zum triumphalen Schluss: „Unserer Familie hat noch keiner widerstanden.“

## Kritik
Der Evangelische Filmbeobachter urteilt: „Straub […] macht aus Bölls Warnung vor dem Ungeist, der sich überall und jederzeit aufschwingen kann, ein filmisches Manifest gegen die Bundeswehr. Die geistreichen Zweideutigkeiten in Bölls Satire, die Vielzahl der Bezüge sind verschwunden. […] Böll legt satirische Tretminen, Straub wirft mit polemischen Knallerbsen. So unterscheiden sich brillante Gesellschaftskritik und intellektuelle Donquichoterie.“